# Alfred Walter Bayes

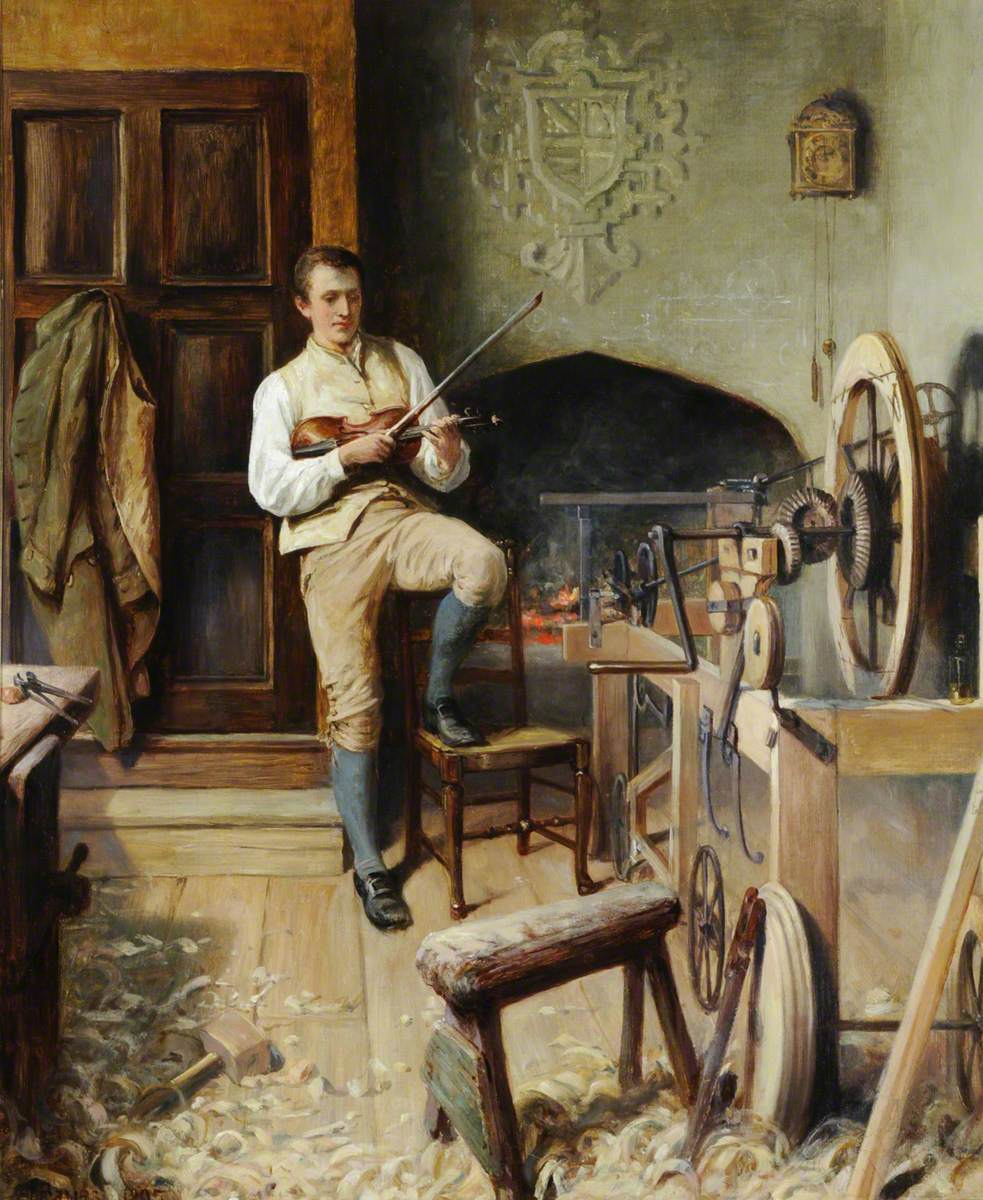
Alfred Walter Bayes: Samuel Crompton erfindet das Spinnrad, 1895. Bolton Art Gallery, Library & Museum, Le Mans Crescent, England

Alfred Walter Bayes (* 1831 in Lumbutts, Yorkshire; † 26. Juni 1909 in London) war ein britischer Maler, Illustrator und Grafiker des viktorianischen Zeitalters.

## Leben
Alfred Walter Bayes wurde 1831 in Lumbutts, Yorkshire, geboren. Er stammte aus einfachen Verhältnissen. Sein Vater, William Bayes (1799–1851), war von Beruf Schuhmacher, seine Mutter, Hannah Uttley (1788–1856), stammte aus einer lokalen Bauernfamilie. Alfred war eines von vier Kindern, von denen nur zwei das Kindesalter überlebten. Er wuchs in einem bildungsorientierten, methodistisch geprägten Elternhaus auf. Um 1845 gründete sein Vater im Rahmen einer „Mutual Improvement Society“ eine lokale Bildungsstätte mit Museum, Bibliothek und Schulraum. Die Familie betrieb diese Einrichtung gemeinsam, um die Arbeiterkinder der Region zu unterrichten. Bayes selbst hatte nur eine elementare Schulbildung, bildete sich aber autodidaktisch weiter, unter anderem durch populäre Bildungsliteratur wie „The Penny Magazine“ und „The Penny Encyclopaedia“.
Seine künstlerische Begabung zeigte sich bereits in der Kindheit. Da es in seiner Umgebung keine Kunstschule gab, bildete er sich selbst weiter, unter anderem mithilfe von Kunstzeitschriften und Reproduktionen klassischer Werke, insbesondere von Stichen nach Raffaels Kartons. Dabei entwickelte er ein besonderes Interesse an der Verbindung von Naturbeobachtung, Literatur und Fantasie. Die Präraffaeliten – insbesondere Holman Hunt, John Everett Millais und Charles Allston Collins – prägten seine Vorstellung von Kunst maßgeblich.

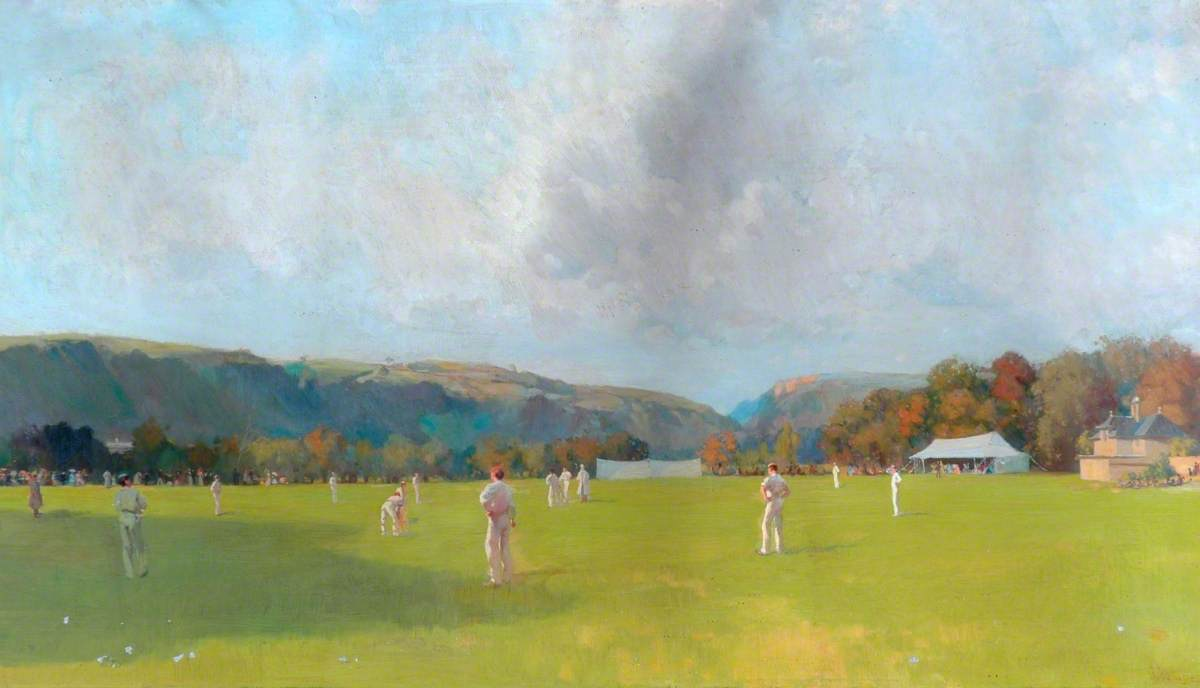
Alfred Walter Bayes: Cricket Match, Centre Vale. Calderdale Metropolitan Borough Council

Im Jahr 1857 begann Bayes seine Tätigkeit als Porträtmaler und Fotograf. Trotz technischer Einschränkungen verfolgte er eine ambitionierte künstlerische Laufbahn. Mit finanzieller Unterstützung durch ein Erbe und den Verkauf des Familienhauses zog er Anfang der 1860er Jahre nach London. Dort schrieb er sich 1863 an Heatherley’s School of Art ein und erhielt seine erste formale künstlerische Ausbildung. Diese Einrichtung förderte die Selbstständigkeit der Studierenden sowie die Arbeit in kollegialen Gruppen. Bayes beteiligte sich an einer Künstlergruppe und dokumentierte seine Erfahrungen in einer selbst herausgegebenen Zeitschrift namens „The Studio“, in der er sowohl eigene Werke als auch die Arbeiten von Kollegen und bekannten Künstlern kommentierte.

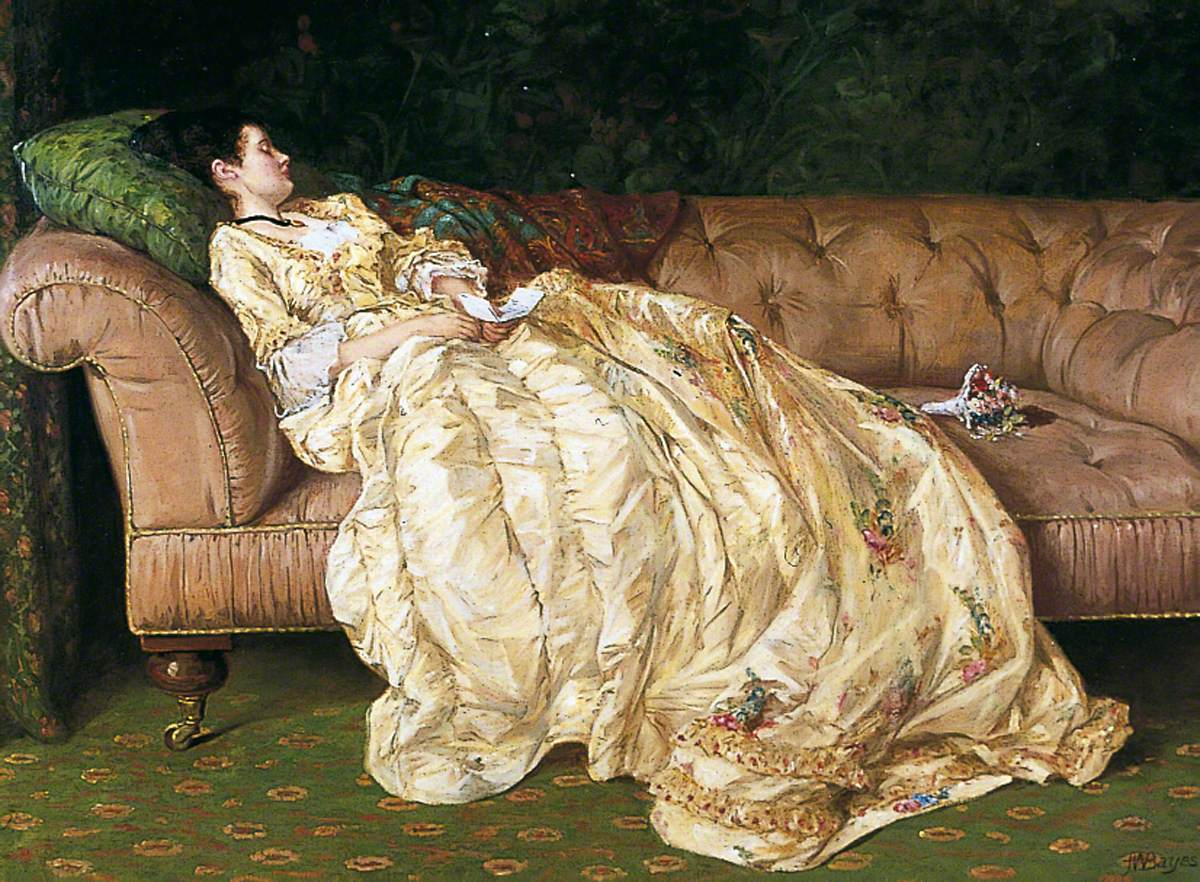
Alfred Walter Bayes: Day Dreams, um 1902/03. York Art Gallery

Zeitgleich arbeitete er als Illustrator für die Dalziel-Brüder und trat der St John’s Wood Clique bei, einer Gruppe von Künstlern, die sich durch romantische und historisierende Themen auszeichnete. Ab den späten 1860er Jahren stellte er regelmäßig in der Royal Academy aus. 1865 heiratete er Emily Fielden (1837–1924) und konnte sich durch seine stetige künstlerische Tätigkeit ein gesichertes bürgerliches Leben aufbauen. In seiner späteren Laufbahn spezialisierte er sich auf Porträts, Aquarelle, idealisierte historische Szenen im neoklassizistischen Stil und topographische Radierungen. Obwohl er nie Mitglied der Royal Academy wurde, war er Mitglied der Royal Society of Painters and Etchers sowie der Royal Society of Painters in Watercolour. Diese Anerkennungen ermöglichten auch seinen Kindern, insbesondere seinen Söhnen, den Eintritt in die Kunstwelt. Alfred Walter Bayes starb am 26. Juni 1909 in London an den Folgen eines Sturzes, als er vor einem Straßenkarren ausweichen wollte. Er wurde auf dem Highgate Cemetery beigesetzt.